# دار نشر نوفمبر
دار نشر نوفمبر (بالبرتغالية: Edições Novembro EP ) هي شركة نشر الصحف المملوكة للدولة في أنجولا . 
تنشر دار نشر نوفمبر الصحيفة اليومية الوحيدة في أنجولا، جورنال دي أنغولا وجريدتين أسبوعيتين، جورنال دوس ديسبورتوس (سبورتس) وجورنال دي إيكونوميا .
مقر الشركة هي العاصمة لواندا .

## أنظر أيضاً
- مجموعة ميديانوفا، ناشر إعلامي مملوك للقطاع الخاص

## روابط خارجية
- الصفحة الرئيسية لصحيفة أنجولا
- التسمية الرئيسية لمجلة جورنال دوس ديسبورتس
- طبعة مجلة الاقتصاد الإلكترونية، نسخة محفوظة 2013-01-11 على موقع واي باك مشين.